# 김흥수 (배우)
김흥수(金興銖, 1983년 5월 19일~)는 대한민국의 배우이다.

## 학력
- 윤중중학교 (졸업)
- 서서울정보산업고등학교 (졸업)
- 세종대학교 영화예술학과 (중퇴)

## 드라마 출연

### KBS
- 《학교 2》 (1999년, KBS2) - 박흥수 역
- 《RNA》 (2000년, KBS2) - 고무성 역
- 《드라마시티 - 〈아름다운 청춘〉》 단막드라마 (2002년, KBS2) - 한강표 역
- 《해신》 (2004년, KBS2) - 정년 역
- 《꽃보다 아름다워》 (2004년, KBS2) - 김재수 역
- 《드라마시티 - 〈틈〉》 단막드라마 (2007년, KBS2) - 구영구 역
- 《천하무적 이평강》 (2009년, KBS2) - 제영류 역
- 《프레지던트》 (2010년, KBS2) - 기수찬 역
- 《완벽한 스파이》 (2011년, KBS2) - 김혁범 역
- 《KBS 드라마 스페셜 - 〈18세〉》 (2014년, KBS2) - 석현 역
- 《달콤한 비밀》 (2014년, KBS2) - 천성운 역
- 《우아한 모녀》 (2019년, KBS2) - 구해준 역
- 《개소리》 (2024년, KBS2) - 노수봉 역 (특별출연)

### 타방송사
- 《가문의 영광》 (2000년, MBC)
- 《깁스가족》 (2000년, MBC) - 준혁 역
- 《똑바로 살아라》 (2002년, SBS) - 김흥수 역
- 《루루공주》 (2005년, SBS) - 김찬호 역
- 《깍두기》 (2007년, MBC) - 정동식 역
- 《라이프 특별조사팀》 (2008년, MBC) - 공철수 역
- 《신의 퀴즈 4》 (2014년, OCN) - 이종석 역
- 《야경꾼 일지》 (2014년, MBC) - 기산군 역
- 《사생결단 로맨스》 (2018년, MBC) - 최한성 역 (특별출연)

### 영화 출연
- 《오버 더 레인보우》 (2002년) - 경수 역
- 《낭만자객》 (2003년) - 산 역
- 《뜨거운 것이 좋아》 (2007년) - 나원석 역
- 《아버지와 마리와 나》 (2008년) - 건성 역
- 《아빠가 여자를 좋아해》 (2010년) - 영광 역
- 《나쁜놈이 더 잘잔다》 (2010년) - 윤성 역
- 《참을 수 없는》 (2010년) - 동수 역
- 《블링블링》 (2017년) - 희준 역

### 뮤직비디오 출연
- 2004년 SG 워너비 - Don't Know Why
- 2006년 KCM - 태양의 눈물 마지막 은영이에게
- 2010년 베베미뇽 - 잘해준 것 밖에 없는데
- 2014년 알리 - 펑펑

### CF 출연
- 2001년 KT프리텔 - Bigi
- 2003년 오리온 - 오징어땅콩 (이유리와 함께 출연)
- 2004년 빙그레 - 키위아작
- 2004년 SK텔레콤 - M Bank
- 2004년 해피캠퍼스 - 도서관 편

## 수상 및 후보
| 연도 | 시상식              | 부문                           | 작품             | 결과 |
| ---- | ------------------- | ------------------------------ | ---------------- | ---- |
| 2004 | KBS 연기대상        | 남자 조연상                    | 꽃보다 아름다워  | 수상 |
| 2008 | 제44회 백상예술대상 | 영화부문 남자 신인연기상       | 뜨거운 것이 좋아 | 후보 |
| 2014 | KBS 연기대상        | 일일극부문 남자 우수연기상     | 달콤한 비밀      | 후보 |
| 2019 | KBS 연기대상        | 일일드라마부문 남자 우수연기상 | 우아한 모녀      | 후보 |

## 홍보대사
- 2007년 신상옥청년영화제 홍보대사
- 2015년 강원도 홍보대사